# Lipdub
Een lipdub is een videoclip die lipsynchronisatie (playbacken) en audio dubbing combineert.

## Achtergrond
Een lipdub wordt gemaakt door personen of een groep mensen te filmen die een liedje aan het meezingen of playbacken zijn. De audio wordt achteraf tijdens de post-productie (montage) vervangen door die van het originele nummer. Er wordt meestal een draagbare geluidsbox gebruikt. Uiteindelijk lijken de meeste lipdubs op eenvoudige videoclips, hoewel vele toch goed voorbereid en geproduceerd zijn. Soms zelfs met de hulp van een videoproductiebedrijf en met professionele steadicams of mechanische gimbals, zoals de DJI Ronin. De meest populaire lipdubs worden zo gefilmd dat ze uit een lang en continu shot bestaan, waarin de camera reist door verschillende kamers en situaties in bijvoorbeeld een kantoorgebouw, school of universiteit. Een lipdub duurt meestal tussen de drie en vier minuten, en er werken tussen de 10 en soms wel 700 mensen aan mee. Ze zijn erg populair geworden met de komst van sites als YouTube.
Tegenwoordig maken ook veel mensen een lipdub tijdens een teambuilding, bedrijfsuitje of vrijgezellenfeest. Ook veel scholen maken lipdubs. De reden hiervoor is dat het maken van een lipdub erg gezellig en informeel is en het de saamhorigheid flink bevordert. Lipdubs worden erg vaak bekeken, ook doordat de mensen die meespelen naar de filmpjes linken op Twitter, Instagram of Facebook. Elke week komen er nieuwe lipdubs bij. Populaire lipdubliedjes zijn liedjes met een vrolijke melodie en die goed mee te zingen zijn.
De achterliggende gedachte van een lipdub is vaak die om de school of het bedrijf te promoten. Ze kunnen immers door een lipdub laten zien welke faciliteiten ze te bieden hebben, en wat ze laten zien hebben ze zelf in de hand. Ook wordt een lipdub gemaakt onder het mom van een schoolproject, een teambuilding of vrijgezellenfeest. Nog een reden om een lipdub te maken is de gezelligheid die de opnames bieden. Bijvoorbeeld als familie-uitje. Er ontstaat een band tussen de deelnemers en dat komt de algemene sfeer die op de school, op de werkvloer of met de groep ten goede, en zorgt ervoor dat studenten, collega's, familie en vrienden dichter tot elkaar komen.

## Kenmerken van een lipdub
Tom Johnson, een schrijver die blogt over het effect van Web 2.0 op de communicatie, schrijft dat een goede lipdub ten minste moet (lijken te) voldoen aan de volgende kenmerken:
- Spontaniteit: Het lijkt alsof iemand het idee ter plaatse heeft bedacht, zijn videocamera gepakt heeft en iedereen spontaan mee laat gaan in zijn idee.
- Authenticiteit: De mensen, de productie en de situatie lijkt echt.
- Deelname: De video bestaat niet uit een specifiek persoon die playbackt, maar een groep, die allemaal spontaan deel (lijken te) nemen, en zich gedragen naar de melodie en of de tekst van het nummer.
- Lol: De mensen in de video hebben een hoop lol samen.

## Ontstaan van de lipdub
Lipdubben brak voor het eerst door toen Britse militairen gelegerd in Irak het nummer '(Is This the Way to) Amarillo' van Tony Christie playbackten. Hun video werd een wereldwijde hit dankzij het internet.
Jakob Lodwick, de oprichter van Vimeo, bedacht de term "lip dubbing" op 14 december 2006. Dit was voor de video getiteld Lip Dubbing: Endless Dream. In de beschrijving van de video schreef hij, "Ik liep rond met een liedje dat door mijn koptelefoon klonk, en filmde mezelf terwijl ik mee aan het zingen was. (...) Is er een naam voor dit? Zo niet, dan stel ik 'lip dubben' voor. "
Lodwick regisseerde ook de 'office lip dub' in april 2007.

## Universiteitslipdub
Zes studenten van de faculteit "digitale media" van de hogeschool Furtwangen, een universiteit in Duitsland waren de eersten die een "universiteits lipdub" maakten in 2008. Bijzonder was dat hun lipdub bestond uit één enkele opname (shot), met andere woorden er is geen beeldmontage toegepast.
Zij daagden andere universiteiten en hogescholen wereldwijd uit om hun lipdub, waaraan meer dan zestig personen deelnamen, te overtreffen.

## Televisie
In de zomer van 2011 zond de NCRV een serie met de titel Lipdub uit. In elke aflevering werd er een lipdub gemaakt voor een persoon die dat om een bepaalde reden verdiend had. In enkele gevallen ging het om een ziekte of auto-ongeluk, maar er stond ook een stel centraal dat ging emigreren.
In de zomer van 2012 (augustus) werd het programma opnieuw uitgezonden met een serie nieuwe uitzendingen.

## Workshops
Je ziet sinds 2012/2013 veel meer bedrijven die lipdub workshops aanbieden. Voornamelijk voor teambuilding en vrijgezellenfeesten. De laatste jaren is de populariteit steeds meer toegenomen, terwijl het begrip lipdubben al sinds +/- 2006 bestaat. Dit heeft waarschijnlijk te maken met de groeiende populariteit van sites als YouTube en de nieuwe generatie millennials die opgegroeid zijn met de nieuwe vormen van media, sociale netwerken en technologische mogelijkheden.

## Wereldrecords
Ook worden er wereldrecords georganiseerd om de langste lipdub te maken met de meeste mensen. Dit record is verbeterd op 29 september 2012 in het centrum van Schiedam, tijdens de Brandersfeesten. Volgens een notaris is hiermee een recordaantal bereikt van 7.300 personen.

Het vorige record qua aantal mensen stond op naam van de Catalaanse stad Vic, waar met 5711 mensen het lied La Flama van de Valenciaanse groep Obrint Pas werd uitgevoerd. Het  record van de langste officieel genoteerde lipdub, 9 minuten en 49 seconden stond op naam van de Amerikaanse stad Grand Rapids in Michigan.